# 周成王
周成王（约前1056年—前1025年），姬姓，名誦，西周第二代天子，周武王之子。按照陈久金研究员及新出土覐公簋铭文，成王在位18年。20岁之前的七个年头由叔父周公旦攝政，引起管叔和蔡叔不滿，聯合武庚發動叛亂，周公旦出兵平定三监之乱。成王亲政后（20岁），营造新都雒邑、大封诸侯，还命周公东征、编写礼乐，加强西周王朝的统治。成王与其子周康王统治期间，社会安定、百姓和睦、“刑错四十余年不用”，被誉为成康之治。
夏商周断代工程将成王在位時間定為前1042年至前1021年，在位22年。

## 生平

### 三监之乱
周武王在牧野之战灭亡商朝后，为了有效统治商朝的遗民，将原商朝的领地划分为四个区域：在原商都朝歌（今河南省淇县）建立殷国，封给商纣王的儿子武庚（又名禄父）。同时周武王将三个弟弟封于殷国周边，用来监视武庚。朝歌以东地区（今河南省郑州市一带）建立管国，封给管叔鲜；朝歌以西地区（今河南省上蔡县一带）建立蔡国，封给蔡叔度；朝歌以北地区（今河南省汤阴县一带）建立霍国，封给霍叔处，统称「三监」。 
周武王死后，其子周成王年幼继位，遂由周公旦摄政，代成王行事。管叔、蔡叔等怀疑周公旦要篡位，以“周公将不利于成王”为借口，联合武庚及淮夷诸国发动叛乱。周公旦亲自率领部队前往讨伐，经过三年时间平定叛乱，诛杀武庚及管叔，囚禁蔡叔于郭邻，废霍叔为庶人。

### 成王亲政
周公旦摄政七年后（亦有看法認為周公實際上在這段期間是僭位稱王），还政于成王，自己作为大臣继续辅佐成王。
周成王年幼时生病，周公旦剪下自己的指甲沉入河中，向神祈祷说：“王年幼没有主张，冒犯神灵的是我自己。”随后将祝告册文藏于秘府，周成王果然痊愈。周成王亲政后，有人在背后说周公旦的坏话，导致周公旦逃亡到楚国。成王打开秘府，发现周公旦当年的祈祷册文，感动得泪流满面，于是迎回周公旦。周公旦回国后，害怕周成王骄奢淫逸，便写了《无逸》劝谏成王。

### 营造雒邑

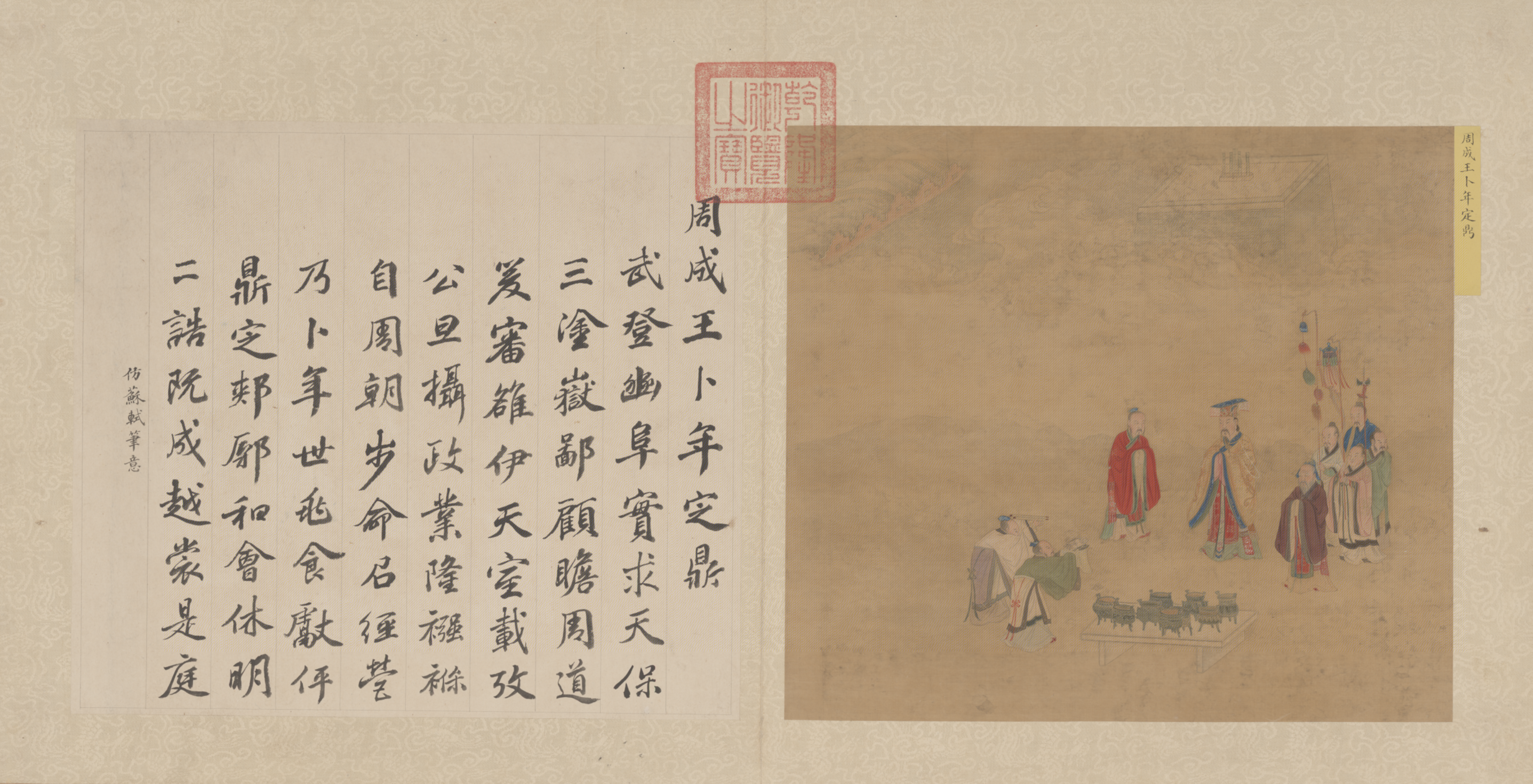
清代女画家陈书绘制的周成王卜年定鼎图

早在武王克殷时，周武王就有在伊水、洛水流域營建新都的想法，并派人在雒邑（今河南省洛阳市）周围进行测量规划。周成王亲政后，开始实施营造新都雒邑的计划。成王七年二月乙未日，周成王在镐京（今陕西省西安市长安区斗门街道以北）祭拜武王庙，然后步行至丰京（今陕西省西安市西南、沣河以西）祭拜文王庙，随后派召公奭到雒邑周围进行测量，反复勘察地形。又命周公旦进行占卜，得到卦象大吉。最后成功营建雒邑，将九鼎放置在那里。周成王将商朝遗民迁往雒邑，又命周公旦写《多士》训诫遗民。

### 周公东征
三监之乱时，淮夷诸国也参与叛乱。为维护周朝的稳定，周成王任命召公奭为太保，周公旦为太师，率军东征，使淮夷降服。周成王亲政后，淮夷及奄国再次反叛。周成王亲率大军征伐，灭奄国，將奄国国君迁往薄姑（今山东省博兴县湖滨镇寨卞村西北），并陆续消灭了参与叛乱的五十多个小国。淮夷及奄国被平定后，息慎等国前来祝贺，西周的疆域也达到东海之滨，王朝的统治得到巩固。

### 制礼作乐

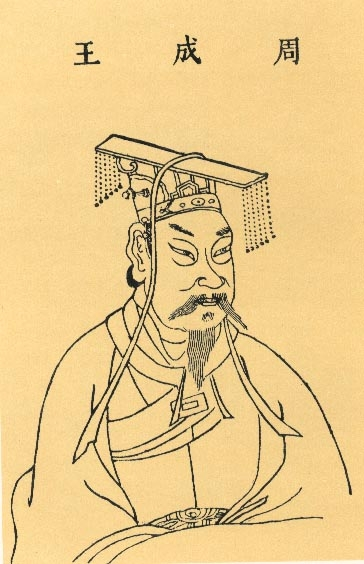
周成王

周成王命周公旦重新制定礼仪，谱制雅乐。据《仪礼》记载，周初的礼共有十七项。《周礼·春官·大宗伯》则将《仪礼》记载的十七项礼总结为五项：吉礼、凶礼、宾礼、军礼和嘉礼。乐本是古人将“颂神娱神”的愿望以舞和乐的形式“送达天听”的手段。经过周公旦的谱制，乐便成为人们在宗庙之中、族长乡里之间、父子长幼闺门之内等社交场合沟通情感的基本方式。礼和乐的相辅相成最终形成了礼乐制度。
礼乐制度是以乐从属于礼的思想制度，以礼来区别宗法远近，又以乐来共融礼。按《周礼》，天子的舞队用八佾（即六十四人），诸公六佾，诸侯四佾，士二佾。不同阶层使用不同的舞队人数，最终形成了等级制度。而乐则用来化解因为礼的等级化、秩序化引起的对立感和心理矛盾。礼乐制度同封建制度、宗法制度一起，构成了西周时期的社会制度。

### 分封诸侯
周成王统治期间延续了周武王的分封制度，据《荀子·儒效篇》记载：周成王时期封国七十一，姬姓国占五十三个。以下是周成王时期分封的比较著名的诸侯国：

#### 宋国
平定三监之乱后，为了安抚商朝的遗民，周成王封投降周朝的商纣王庶兄微子启于宋（今河南省商丘市），建立宋国，以延续商朝的祭祀。微子启仁义贤能，商朝的遗民十分拥戴他。

#### 卫国
平定三监之乱后，为彻底消除商朝残余势力对周朝的隐患，周成王封周武王之弟康叔于朝歌，建立卫国。
周公旦担心卫康叔年轻不能治理国家，便写了《康诰》、《酒诰》、《梓材》，劝谏卫康叔不要沉溺于酒色。康叔用这些准则治理封国，国家安定和睦，人民非常高兴。

#### 鲁国
早在牧野之战胜利后，周武王便封其弟周公旦于曲阜（今山东省曲阜市），建立鲁国。周公旦因辅佐周武王、周成王，没有去自己的封国。
周成王平定淮夷和奄国后，封周公旦长子伯禽于奄国旧地。伯禽到任后，率军讨伐徐戎和淮夷的叛乱，保证了西周东部边疆的安全。

#### 晋国
周成王继位时，唐国发生内乱，周公旦灭唐国。成王年幼时与叔虞玩耍，将一片梧桐树叶剪成玉圭形送给叔虞，说：“用这个当作你的封地。”史佚因此请求成王册封叔虞为诸侯。成王说：“我只是开玩笑罢了。”史佚说：“天子无戏言，你说了就要履行。”于是周成王封叔虞于唐国旧地（今山西省翼城县），这就是成语“桐叶封弟”的典故。唐叔虞死后，其子晋侯燮继位，改国名为晋。

#### 楚国
周成王时期嘉奖周文王、周武王时期的功臣。因鬻熊服侍周文王有功，周成王封鬻熊的曾孙熊绎于丹阳（今河南省淅川县丹江口水库淹没区），建立楚国。楚子熊绎和鲁公伯禽、卫康叔、晋侯燮、齐太公一同侍奉周成王。

#### 蔡国
蔡叔度因参与三监之乱，失败后被囚于郭邻，封国被除。蔡叔度死后，其子胡一改其父旧行，尊德向善。周公旦听说后便举荐他做鲁国的卿士，鲁国在胡的治理下政治修明、局势安定。周成王在周公旦的劝说下将胡封于蔡地（河南省驻马店市上蔡县），恢复蔡国。

#### 聃国
平定三监之乱后，因周武王之弟冉季载品行美善，周成王便封冉季载于厓（今河南省阜阳市），建立聃国。周公旦还举荐冉季载为司空，辅佐周成王。

### 去世
周成王去世前，担心太子钊不能胜任国事，就命召公奭、毕公高率领诸侯辅佐太子登基。周成王逝世后，召公奭、毕公高率领诸侯，带着太子钊去拜祭先王的宗庙，用周文王、武王开创基业的艰难反复告诫太子，让他力行节俭，戒除贪欲，专心治理国家。太子钊于是继位，为周康王。

## 评价
成王临终，担心太子钊胜任不了国事，就命令召公、毕公率领诸侯辅佐太子登位。成王逝世之后，召公、毕公率领诸侯，带着太子钊去拜谒先王的宗庙，用文王、武王开创周朝王业的艰难反复告诫太子，要他一定力行节俭，戒除贪欲，专心办理国政，写下了《顾命》，要求大臣们辅佐关照太子钊。太子钊于是登位，这就是康王。康王即位，通告天下诸侯，向他们宣告文王、武王的业绩，反复加以说明写下了《康诏》（康王之诰）。所以在成王、康王之际，天下安宁，一切刑罚都放置一边，四十年不曾使用，史称“成康之治”。
周成王与其子周康王统治期间，百姓生活和睦，天下太平，歌功颂德之声四处兴起，“刑错四十余年不用”，被誉为成康之治。